# Miolles
Miolles település Franciaországban, Tarn megyében. Lakosainak száma 107 fő (2022. január 1.). Miolles Balaguier-sur-Rance, Montfranc, Pousthomy, Curvalle és Massals községekkel határos.

## Népesség
A település népességének változása:
| Lakosok száma | 96   | 102  | 106  | 106  | 105  | 105  | 106  | 106  | 107  |
|               | 2013 | 2015 | 2016 | 2017 | 2018 | 2019 | 2020 | 2021 | 2022 |